# Высотская, Ольга Ивановна
Ольга Ивановна Высотская — советская детская поэтесса и переводчица, драматург.

## Биография
Ольга Ивановна родилась в 1903 году. Одно время работала воспитательницей в детских яслях.
В 1930 году вышла первая книга Высотской — «Старушкины игрушки».
В 1967 году её стихи для взрослых были опубликованы в сборнике «Поиски тепла».
За свою творческую карьеру Ольга Ивановна написала большое количество стихов, песенок, сказок, сказочных пьес. Такие композиторы, как М. Л. Старокадомский, М. В. Иорданский, Д. Б. Кабалевский, В. С. Локтев писали музыку на её произведения.
В сборнике «Разговор с весной» собраны самые известные её произведения.
Ольга Высотская скончалась 5 августа 1970 года в Москве. Похоронена на Донском кладбище.